# Markt Schwaben
Markt Schwaben – gmina targowa w Niemczech, w kraju związkowym Bawaria, w rejencji Górna Bawaria, w regionie Monachium, w powiecie Ebersberg. Leży około 15 km na północny zachód od Ebersberga, nad rzeką Sempt, przy linii kolejowej Monachium – Wels, Austria.

## Demografia
Dane o ludności z 31 grudnia 2008:
| Opis                                | Ogółem | Ogółem | Kobiety | Kobiety | Mężczyźni | Mężczyźni |
| ----------------------------------- | ------ | ------ | ------- | ------- | --------- | --------- |
| Jednostka                           | osób   | %      | osób    | %       | osób      | %         |
| Populacja                           | 11 499 | 100    | 5826    | 50,67   | 5673      | 49,33     |
| Wiek przedprodukcyjny (0–17 lat)    | 2218   | 19,29  | 1061    | 9,23    | 1157      | 10,06     |
| Wiek produkcyjny (18–65 lat)        | 7274   | 63,26  | 3629    | 31,56   | 3645      | 31,7      |
| Wiek poprodukcyjny (powyżej 65 lat) | 2007   | 17,45  | 1136    | 9,88    | 871       | 7,57      |

## Polityka
Wójtem gminy jest Bernhard Winter z SPD, rada gminy składa się z 24 osób.
|      | CSU | SPD | FW | Zieloni | Razem |
| 2008 | 8   | 8   | 6  | 2       | 24    |
| 2002 | 10  | 6   | 6  | 2       | 24    |

## Galeria

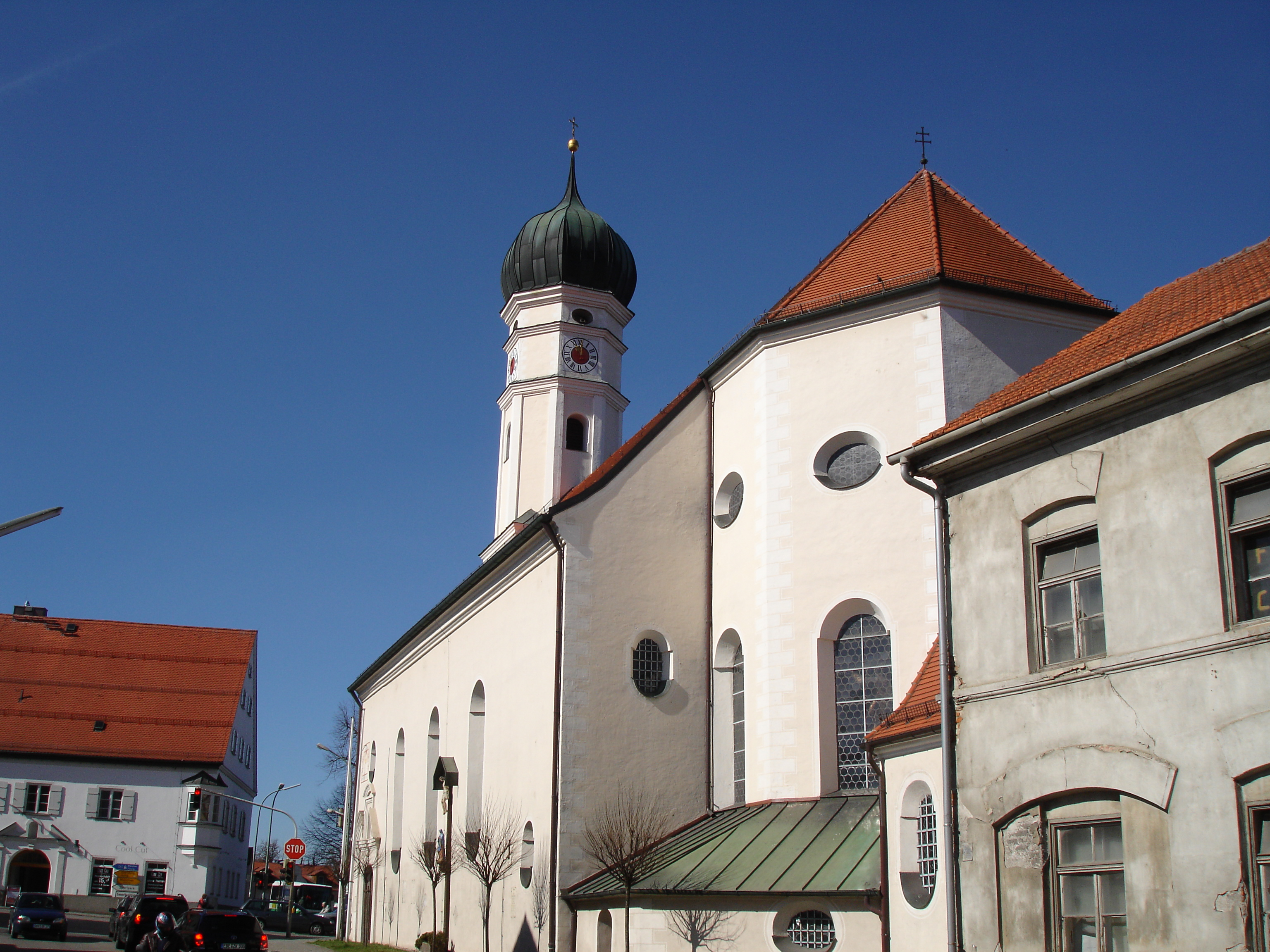
Kościół św. Małgorzaty (St.Margaret)
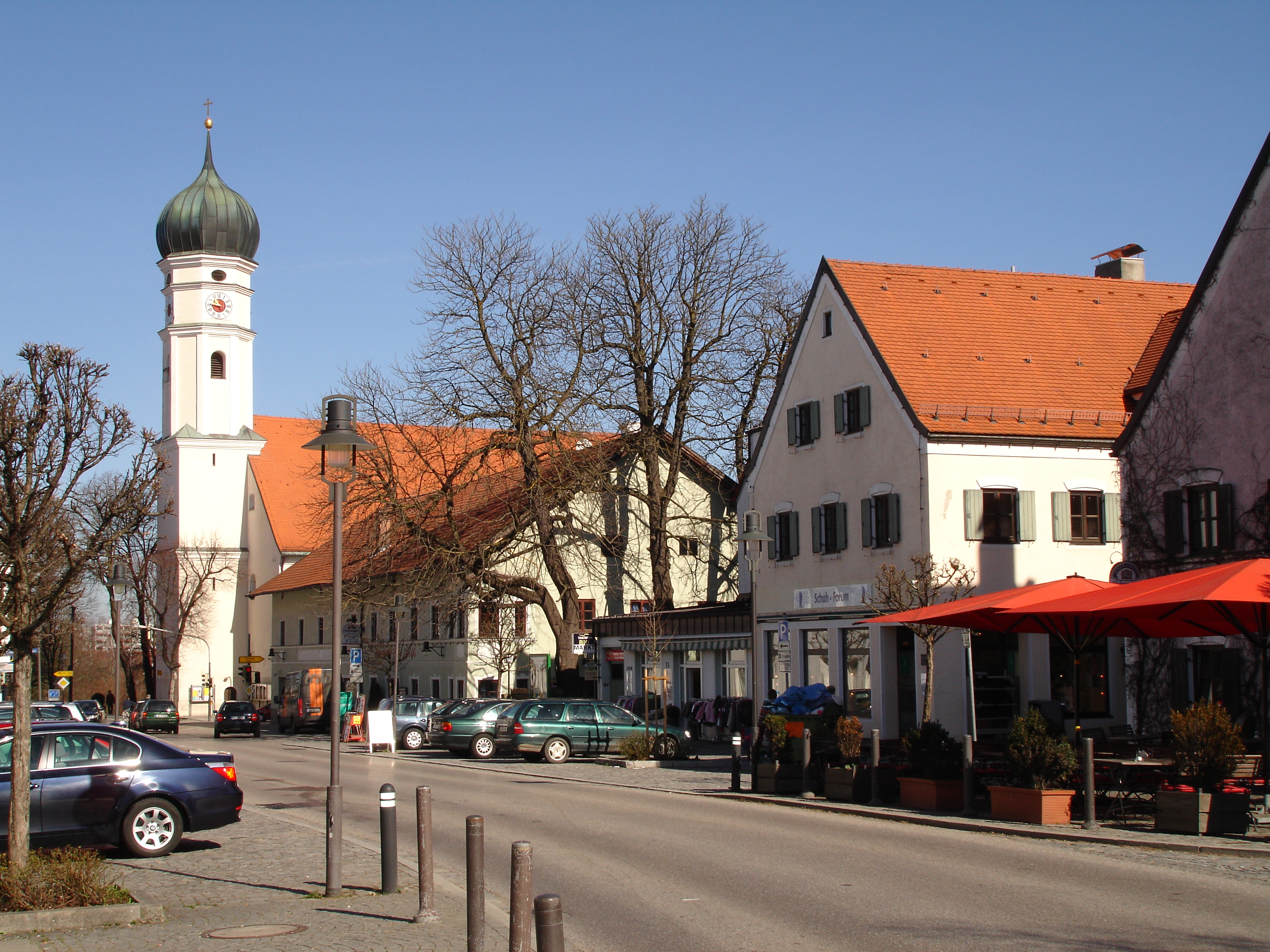
Kościół św. Małgorzaty (St.Margaret)
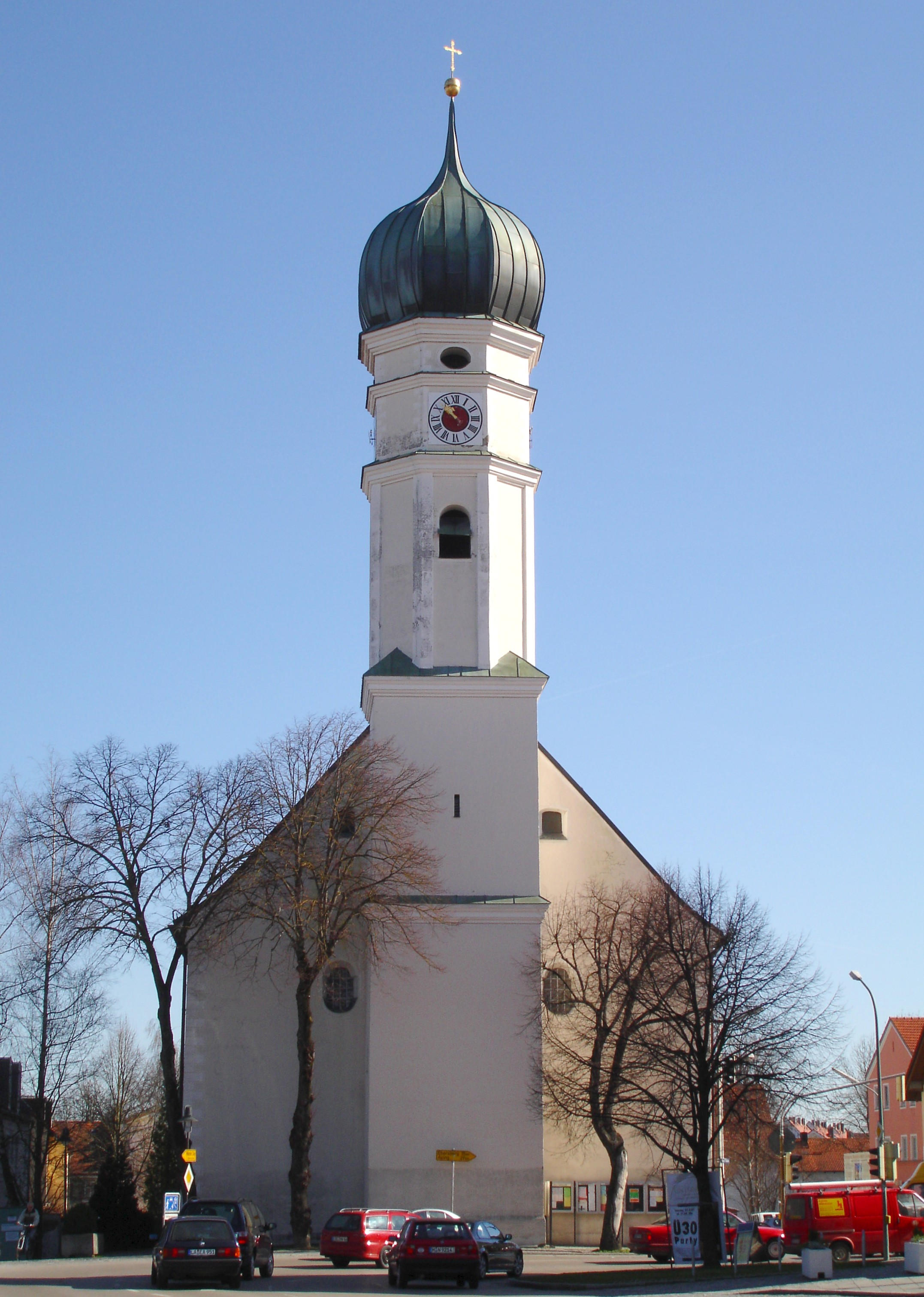
Kościół św. Małgorzaty (St.Margaret)
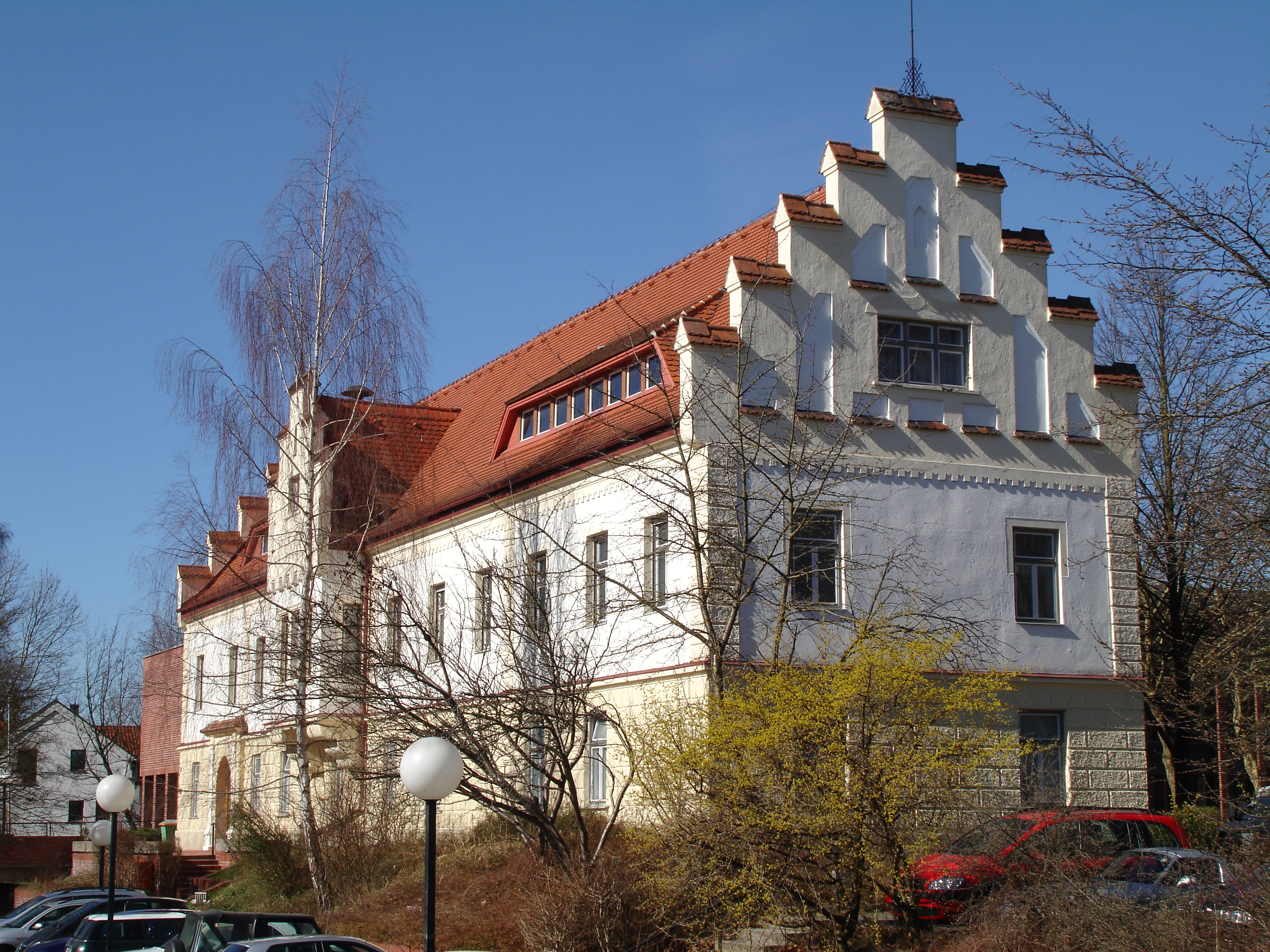
Ratusz
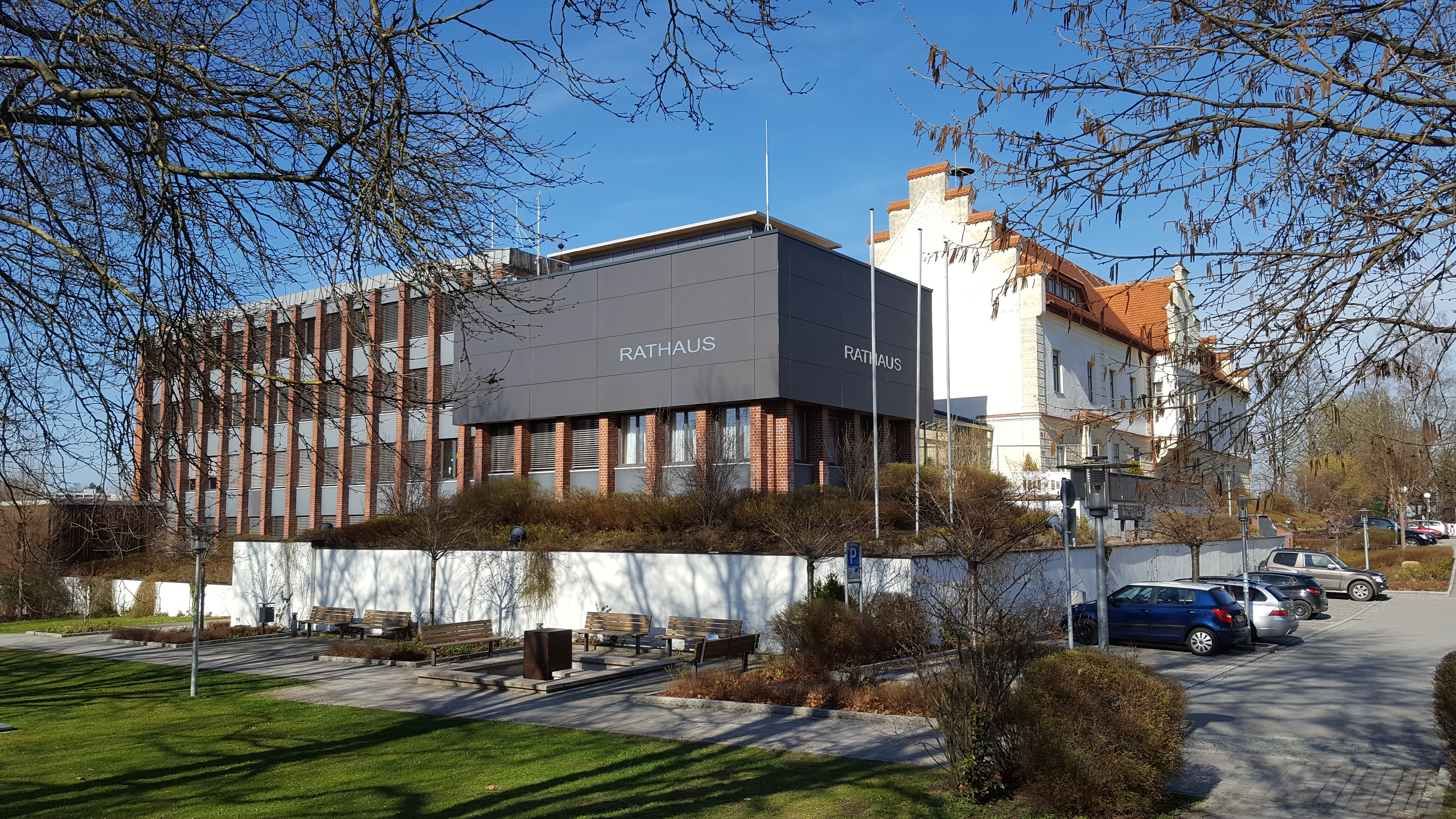
Ratusz
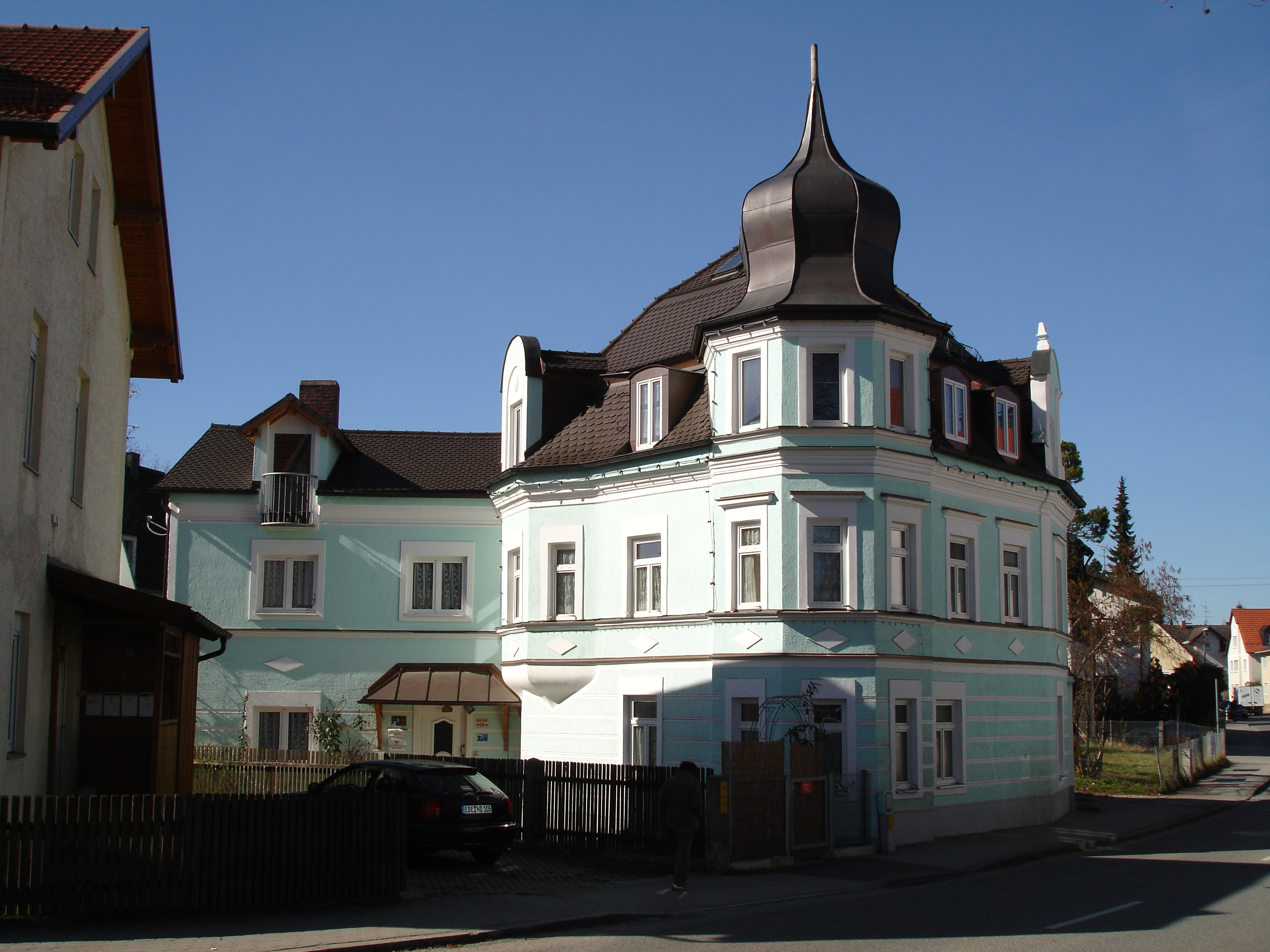
Dom Pritzl Haus
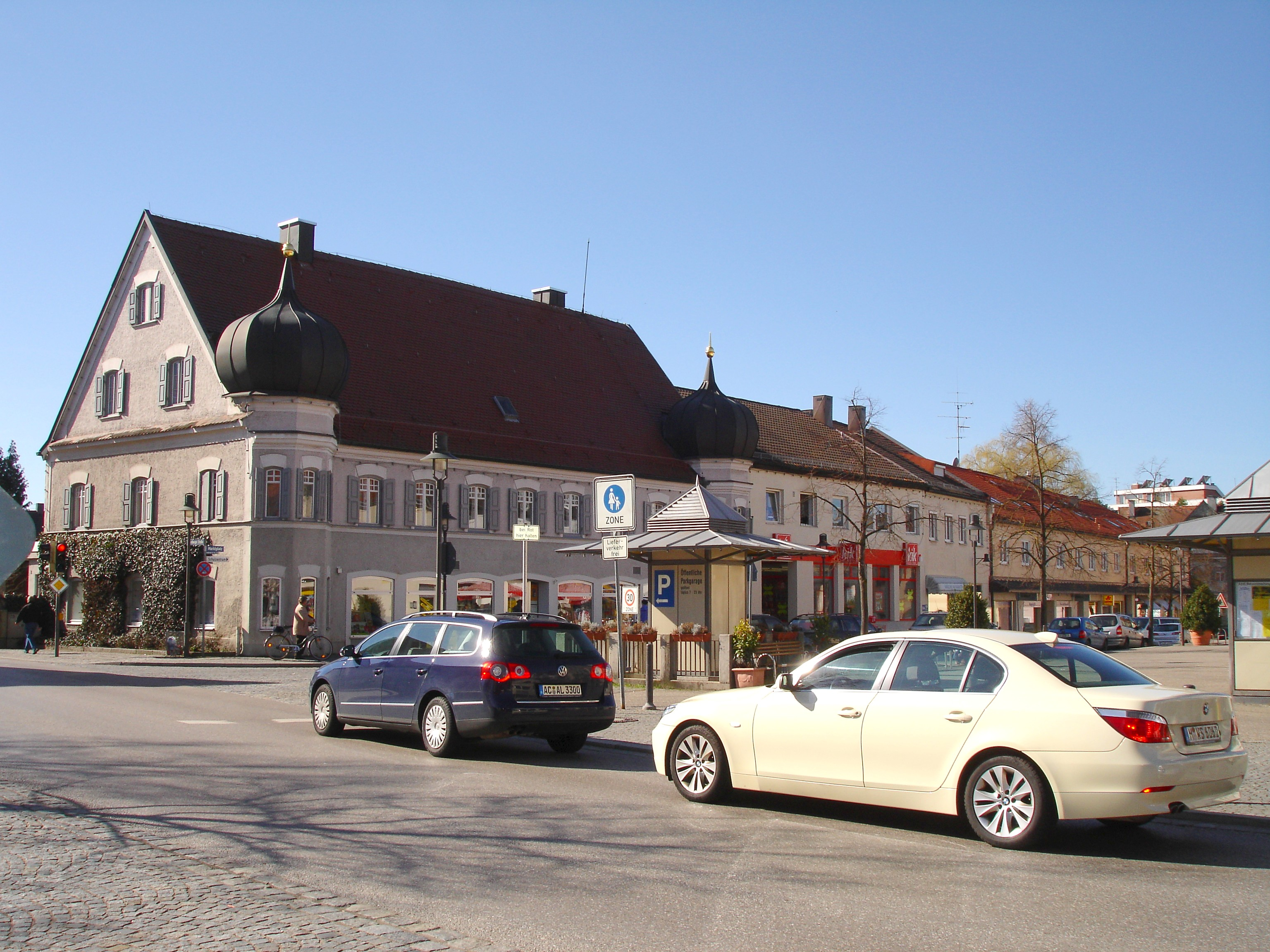
Rynek
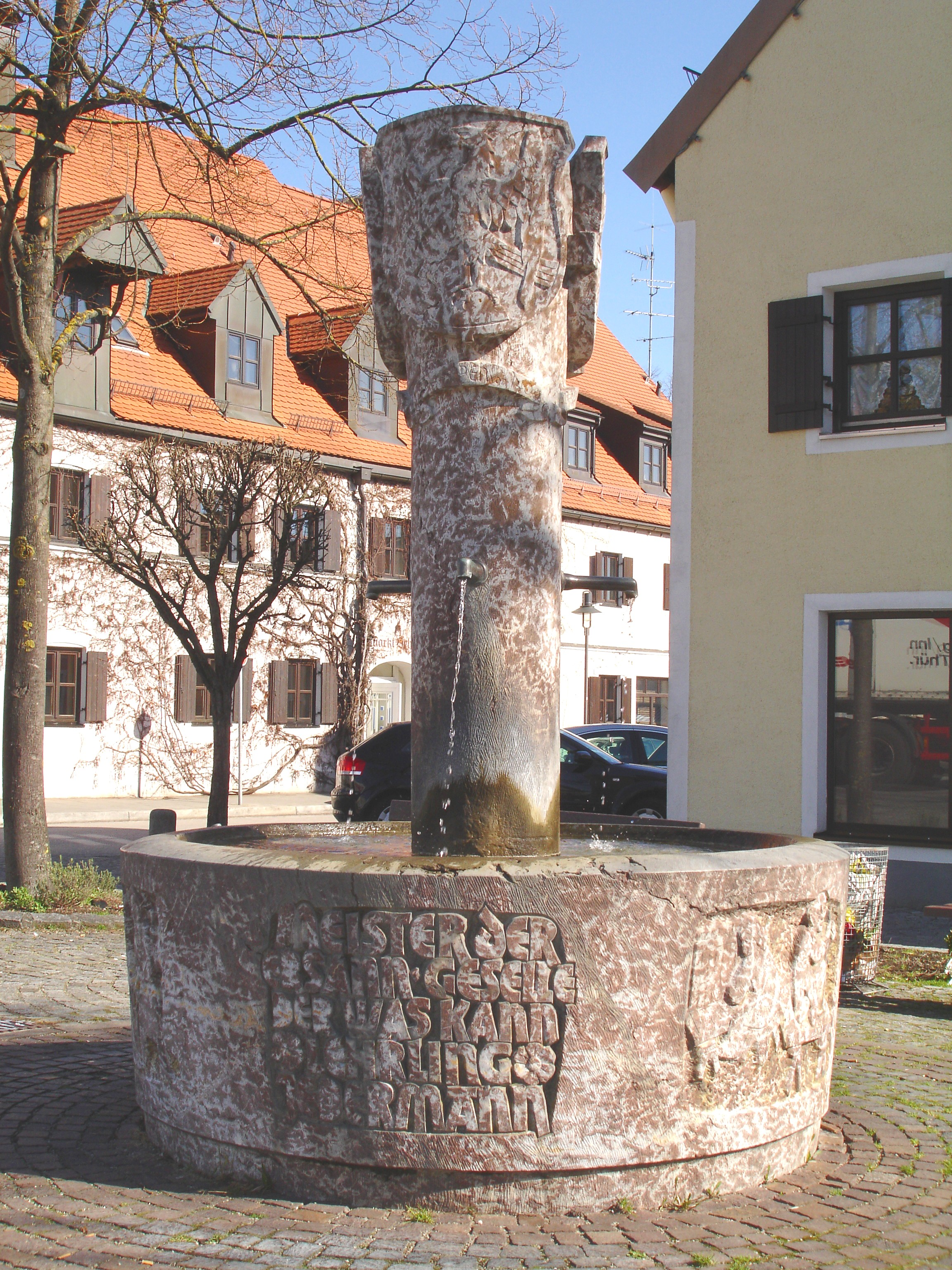
Fontanna na Rynku
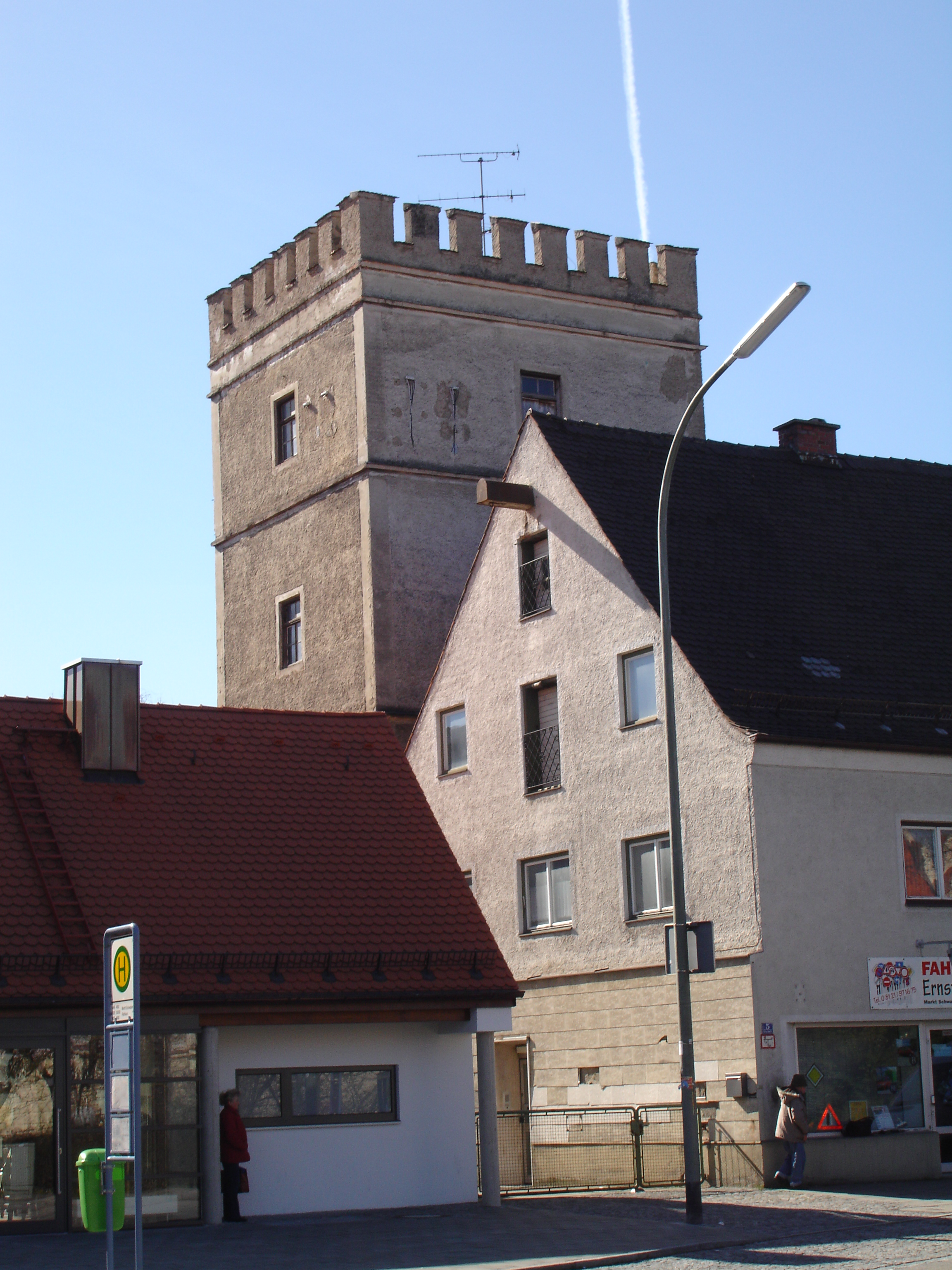
Wieża ciśnień
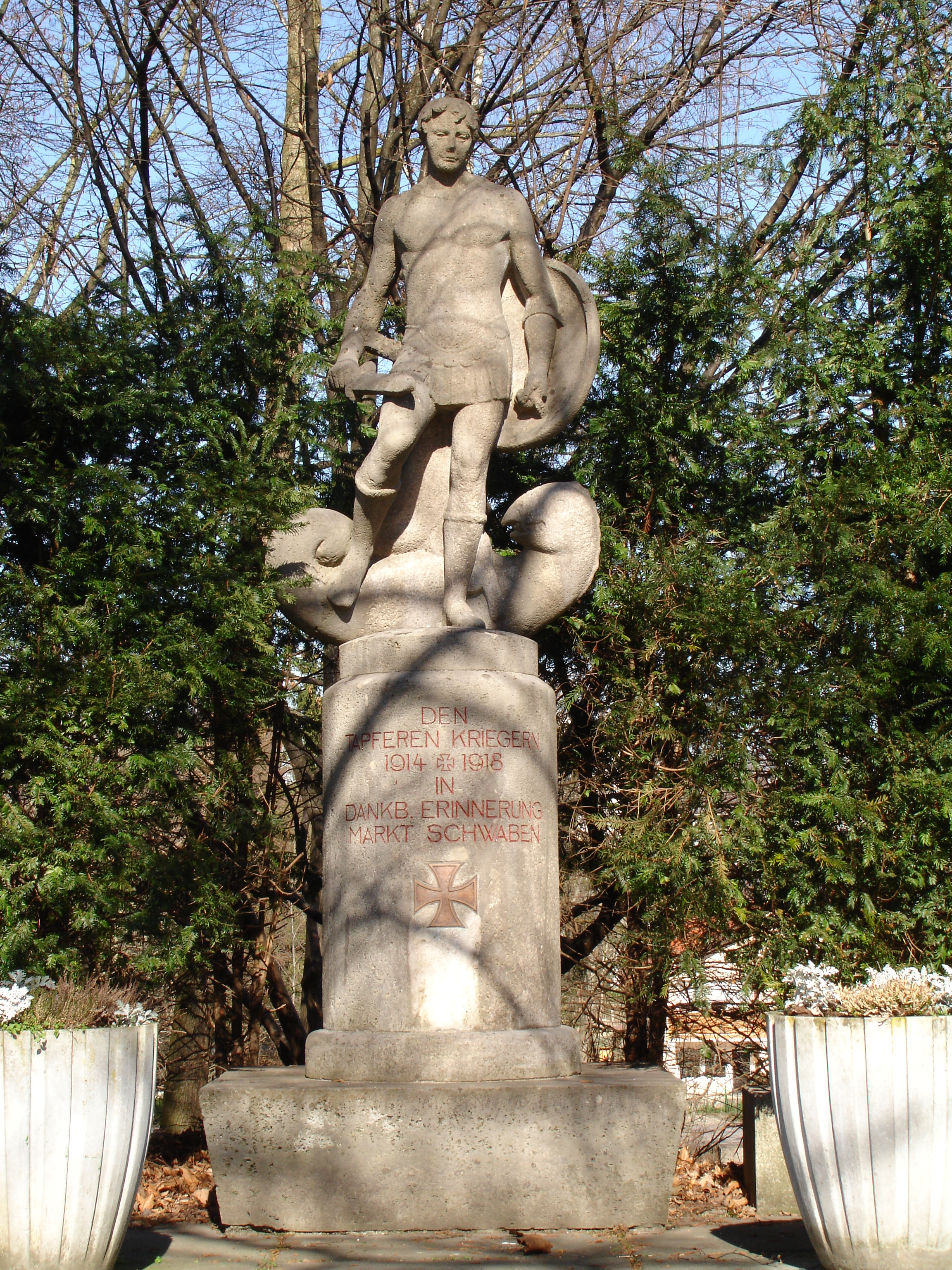
Pomnik wojenny z I wojny światowej
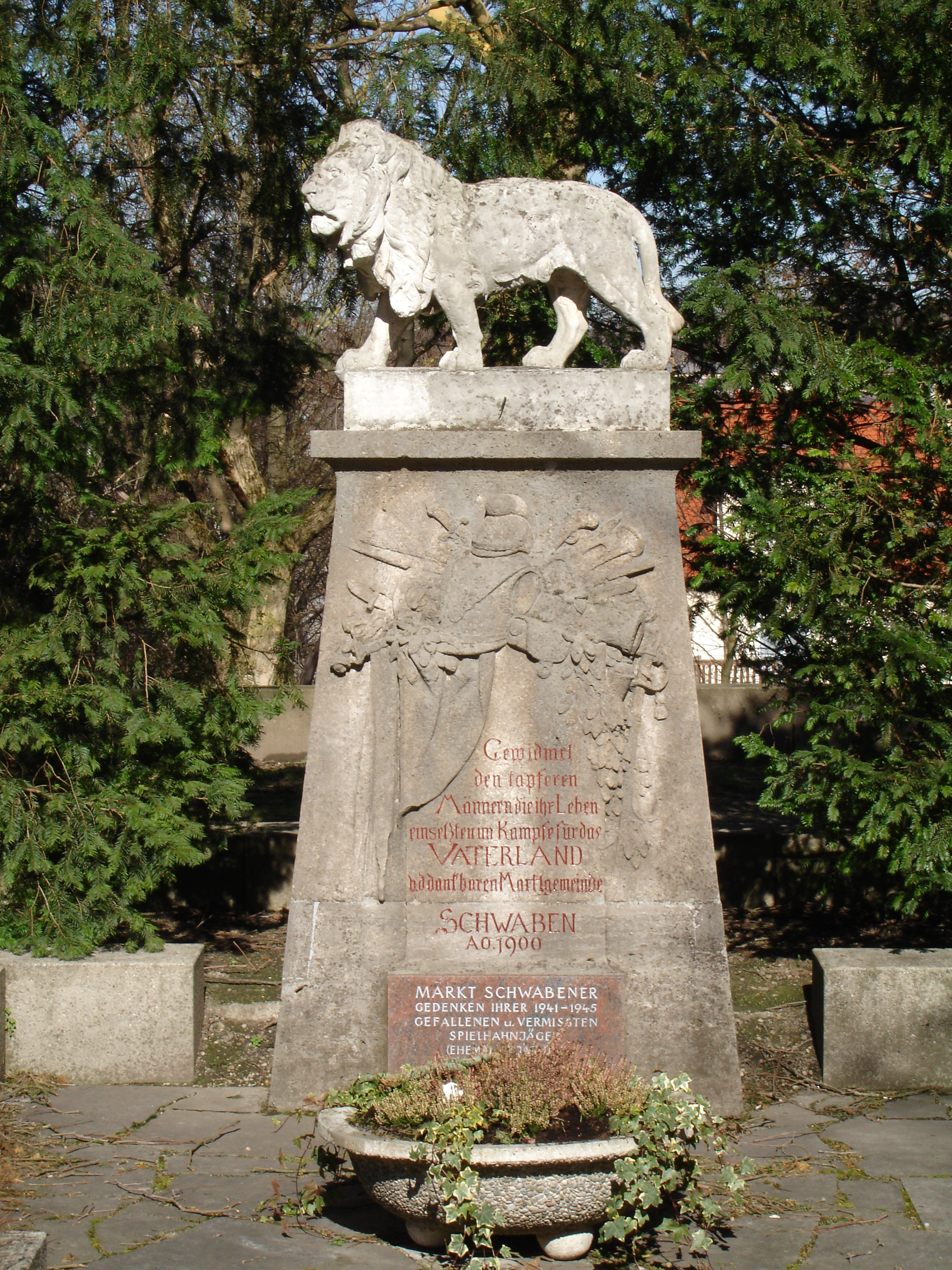
Pomnik wojenny z 1900
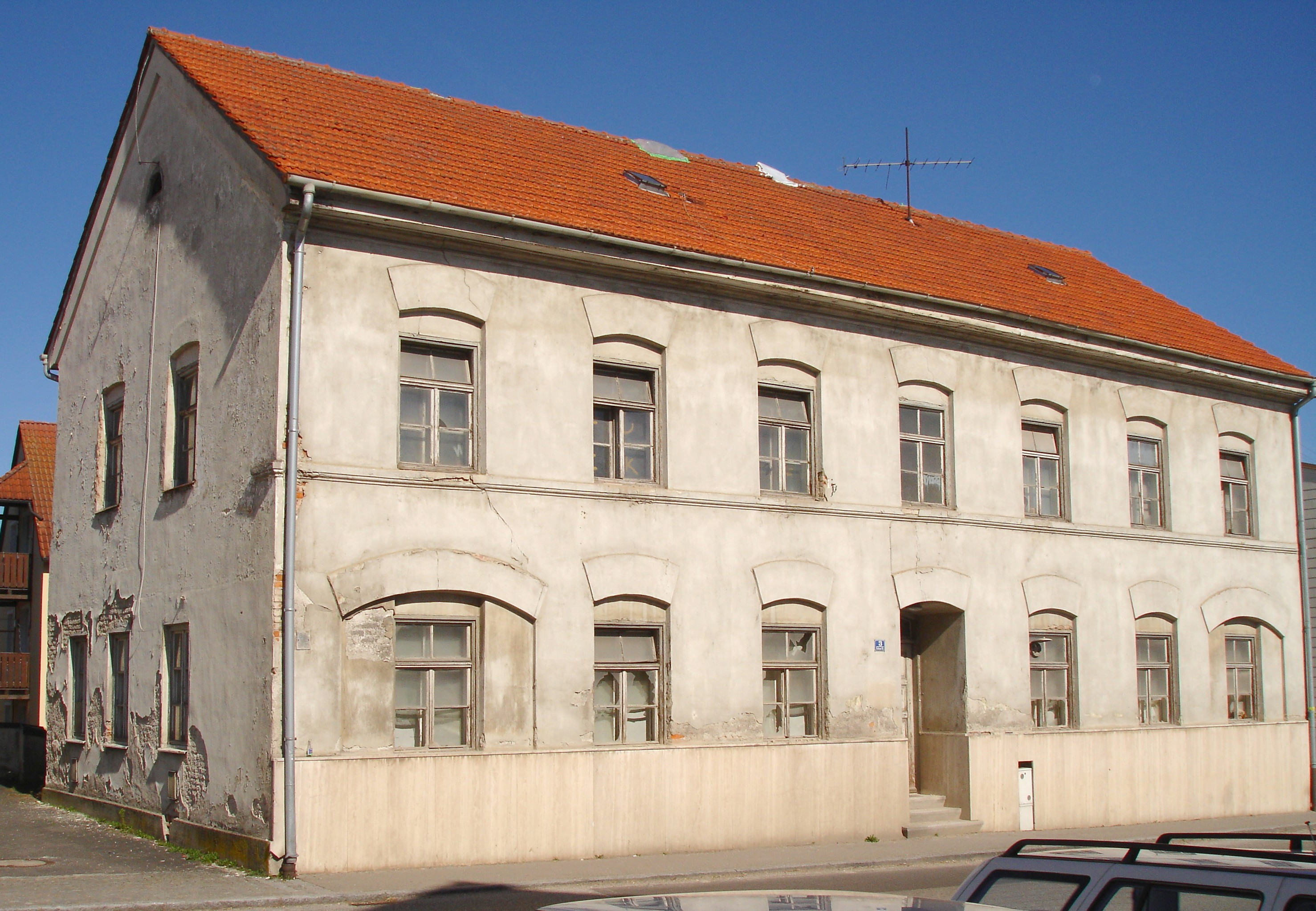
Budynek szkoły
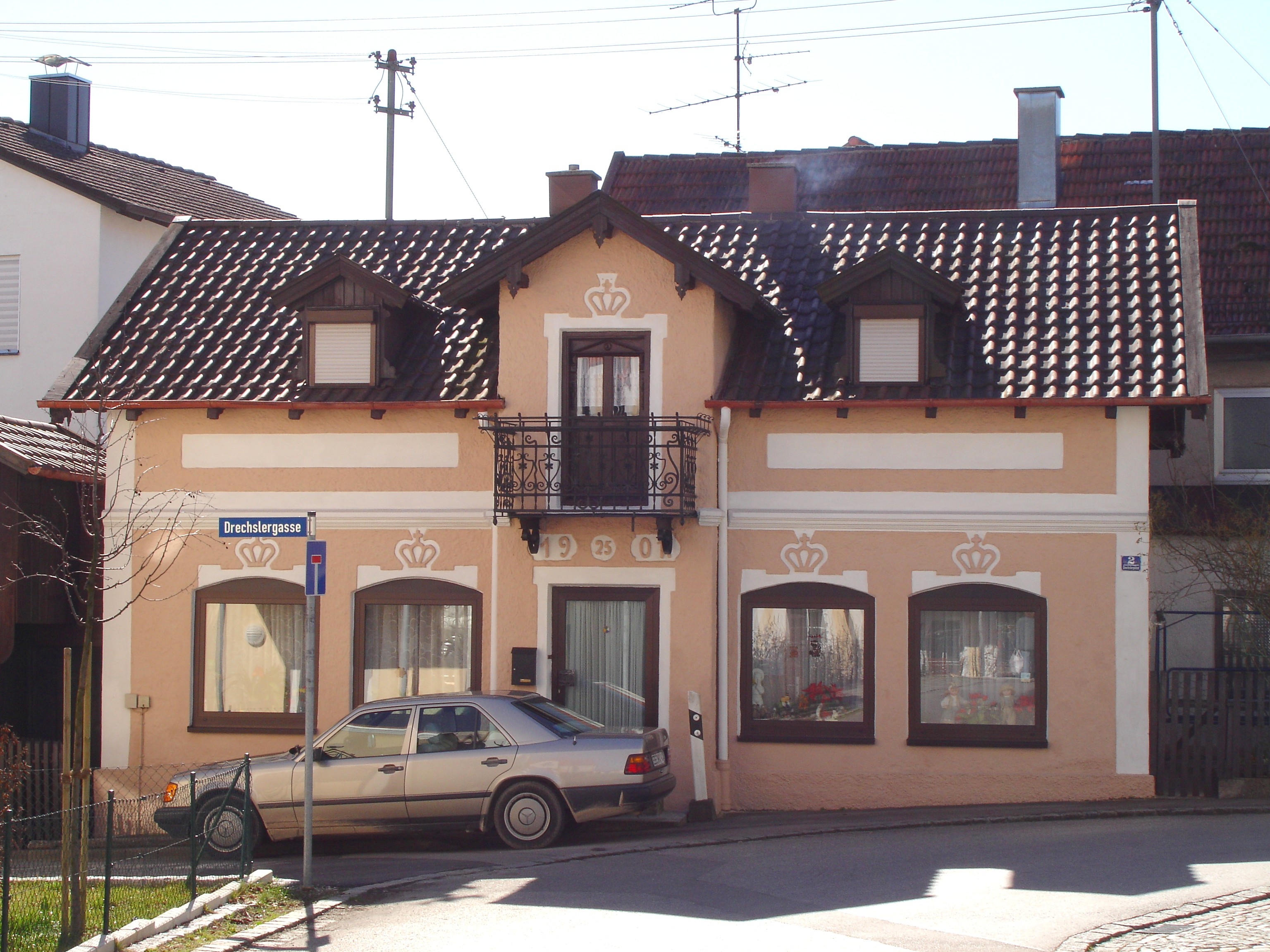
Dom
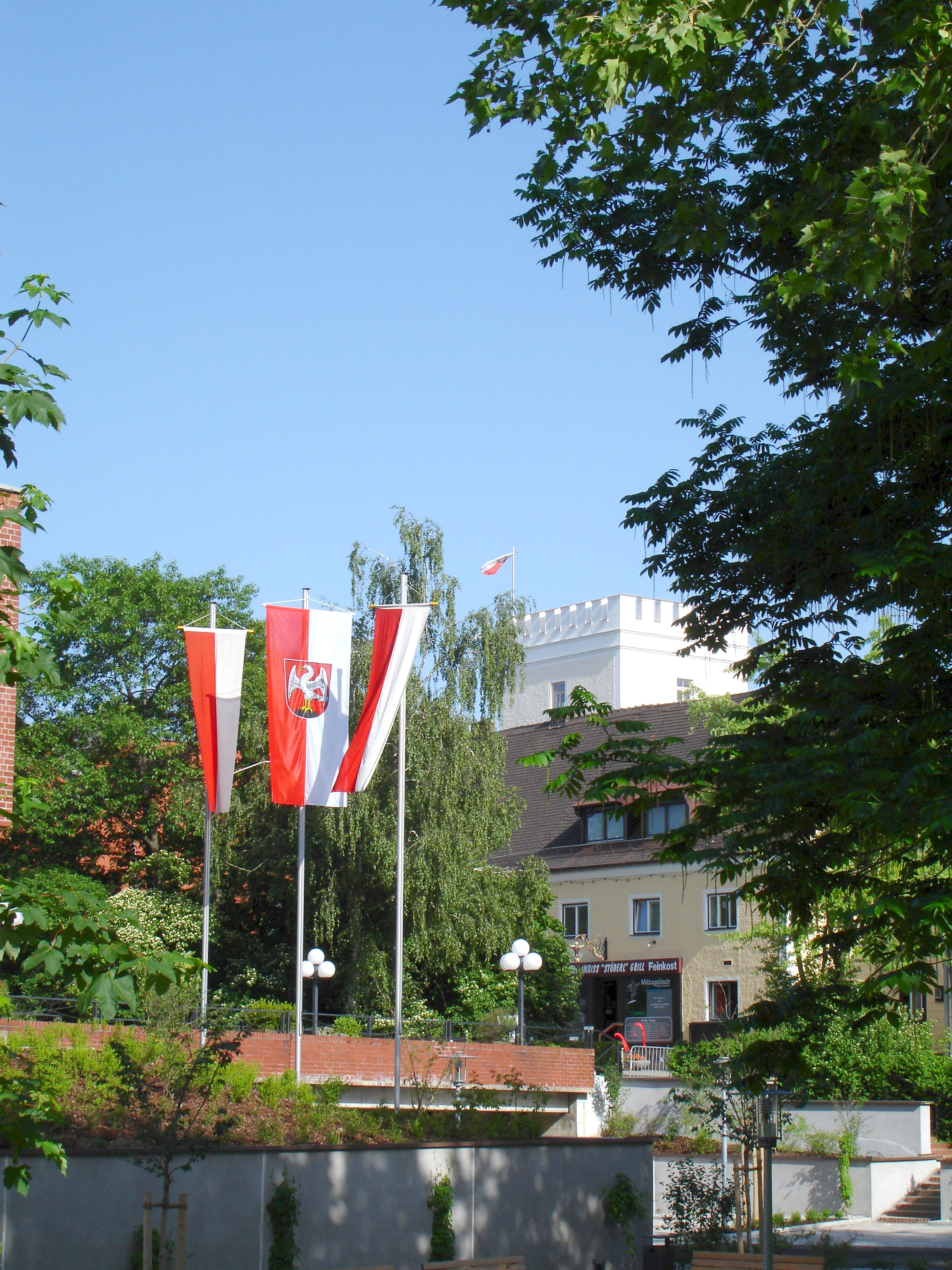
Rynek

## Współpraca
Miejscowości partnerskie:
- Glonn, Bawaria
- Ostra, Włochy